# William Waldren
William Henre Waldren (* 5. Februar 1924 in New York; † 26. November 2003 in Oxford) war ein US-amerikanischer Bildhauer, Maler und Prähistoriker.

## Leben
William Waldren studierte an der Art Students League of New York und der Académie Julian in Paris. 1959 kam er zum ersten Mal auf Urlaub nach Mallorca. Er ließ sich in Deià im Westen Mallorcas nieder, 1962 war er dort Mitbegründer der Künstlergruppe Els Deu d’Es Teix. Auf Mallorca entwickelte er sein Interesse für die Vor- und Frühgeschichte der Insel. 1962 begründete er ein privates archäologisches Museum Deià Archaeological Museum Research Centre (DAMARC).
Ab 1965 führte er gemeinsam mit Guillermo Rosselló Bordoy Ausgrabungen auf dem Fundplatz Es Figueral de Son Real durch. Von 1968 bis 1975 erfolgten Grabungen am Felsunterschlupf Son Matge. Dort wurden Skelettreste der ausgestorbenen Ziegenart Myotragus balearicus gefunden. Von 1973 bis 1981 fanden Ausgrabungen auf der Ausgrabungsstätte Torralba d’en Salord auf Menorca statt.
1975 begann er das Studium der Archäologie am Linacre College der University of Oxford und wurde 1981 in Oxford promoviert.
Zahlreiche von ihm bei seinen Forschungen auf Mallorca gefundenen Exponate befinden sich heute im Museu Balear de Ciències Naturals.

## Veröffentlichungen (Auswahl)
- Aspects of Balearic prehistoric ecology and culture. 4 Bände. Dissertation Oxford 1981.
- Balearic prehistoric ecology and culture. The excavation and study of certain caves, rock shelters and settlements. 3 Bände, BAR, Oxford 1982, ISBN 0860541878
- The Balearic pentapartite division of prehistory. Radiocarbon and other age determination inventories. BAR Oxford 1986, ISBN 0860543641
- The Beaker culture of the Balearic Islands. An inventory of evidence from caves, rock shelters, settlements and ritual sites. Archaeopress, Oxford 1998, ISBN 9780860548904